# Малокоровинецька сільська рада
Малокоровинецька сільська рада (Мало-Коровинецька сільська рада) — колишня адміністративно-територіальна одиниця та орган місцевого самоврядування в Чуднівському районі Житомирської і Бердичівської округ, Вінницької й Житомирської областей Української РСР з адміністративним центром у селі Малі Коровинці.

## Населені пункти
Сільській раді на час ліквідації були підпорядковані населені пункти:
- с. Малі Коровинці
- с. Судачівка

## Населення
Кількість населення ради, станом на 1923 рік, становила 1 903 особи, кількість дворів — 397.
Відповідно до перепису населення СРСР, станом на 17 грудня 1926 року, чисельність населення ради становила 2 067 осіб, з них, за статтю: чоловіків — 1 015, жінок — 1 052; етнічний склад: українців — 2 026, євреїв — 16, поляків — 21, чехів — 4. Кількість господарств — 433, з них, несільського типу — 12.

## Історія та адміністративний устрій
Створена 1923 року, в складі сіл Малі Коровинці та Судачівка П'ятківської волості Житомирського повіту Волинської губернії. 7 березня 1923 року включена до складу новоствореного Чуднівського району Житомирської округи. Станом на 17 грудня 1926 року в підпорядкуванні значиться хутір Лукомського, котрий, на 1 жовтня 1941 року, не перебуває на обліку населених пунктів.
Станом на 1 вересня 1946 року сільська рада входила до складу Чуднівського району Житомирської області, на обліку в раді перебували села Малі Коровинці та Судачівка.
Ліквідована 8 червня 1960 року, відповідно до рішення Житомирського облвиконкому № 593 «Про укрупнення деяких сільських рад Чуднівського р-н», територію та населені пункти ради приєднано до складу Турчинівської сільської ради Чуднівського району Житомирської області.